# ویلیام بی. پاین
ویلیام بلس پاین (به انگلیسی: William Bliss Pine) سناتور سابق عضو حزب جمهوری‌خواه ایالات متحده آمریکا بود. وی در سال ۱۹۲۵ تا ۱۹۳۱ میلادی سناتور ایالت اکلاهما در سنای ایالات متحده آمریکا بود.